# Eudonia cataxesta
Eudonia cataxesta là một loài bướm đêm trong họ Crambidae.